# Eduard Grigorjew
Eduard Zacharowicz Grigorjew (ros. Эдуард Захарович Григорьев; ur. 20 października 1995 w Wilujsku) – rosyjski i od 2020 roku polski zapaśnik startujący w stylu wolnym.
Jest brązowym medalistą mistrzostw Europy w 2021 (pokonał bułgarskiego zawodnika Georgi Wangełowa) i 2022 oraz akademickim mistrzem świata w 2018. Zajął dwunaste miejsce na mistrzostwach świata w 2021. Trzynasty w indywidualnym Pucharze Świata w 2020 roku.
Jest wnukiem polskiego zesłańca. Pochodzi z Wiłujska na Syberii. Nie posiada jeszcze polskiego obywatelstwa.